# Nord e Sud (romanzo John Jakes)
Nord e Sud (North and South) è un romanzo storico del 1982 di John Jakes. È il primo di una trilogia di romanzi dedicati al periodo della guerra civile americana e che comprende anche Amore e guerra (Love and War, 1984) e Inferno e paradiso (Heaven & Hell, 1987).

## Storia editoriale
Il libro è stato tradotto in danese, tedesco, spagnolo, francese, polacco, persiano, cinese,ungherese, neogreco, olandese, norvegese, russo, oltre che in italiano.

## Trama
Il romanzo narra la storia dell'amicizia fra i due rampolli di due famiglie americane: i Main, proprietari terrieri del Sud e gli Hazard, industriali del Nord. Orry Main e George Hazard si conoscono all'accademia militare di West Point e tra i due nasce una profonda amicizia che sarà messa a dura prova durante gli anni a venire. Siamo infatti negli anni precedenti la guerra di Secessione che dividerà il paese.
L'amicizia tra i due fa in modo che le due numerose famiglie si conoscano e restino indissolubilmente legate, malgrado le grandi differenze di vedute sulla schiavitù. Infatti la moglie di George, Costance, aiuta, con la complicità del marito, la rete di assistenza agli schiavi fuggiaschi allestita nel nord.   
Personaggi agli antipodi, George più estroverso e pratico, Orry più timido e malinconico, i due simboleggiano i caratteri dominanti nei rispettivi stati di appartenenza: la Pennsylvania e il South Carolina. La storia della loro amicizia è accompagnata da una mirabile e documentata descrizione del periodo storico che rendono il romanzo un affresco credibile e avvincente del periodo antecedente alla guerra civile, illustrando anche le diverse posizioni che portarono al conflitto. A fianco dei personaggi immaginari compaiono infatti i futuri protagonisti della guerra civile americana come il cadetto anziano Sam Grant, il collerico Philip Sheridan, il sovrintendente di West Point Robert E. Lee, il segretario alla guerra Jefferson Davis, la matricola di Clarksburg Tom Jackson, il simpatico ed estroverso George Pickett, il gioviale e ironico Beauty Stuart.
Orry si invaghirà di Madeline Faubray già promessa al vicino di piantagione infido e vendicativo Justin La Motte. Il fratello maggiore, Cooper, si assocerà a George nella costruzione di una nave avveniristica il cui varo non sarà reso possibile dall'inizio del conflitto. La sorella minore, Brett, si sposerà con il fratello minore di George, Billy, divenuto miglior amico del cugino di Orry, Charles, nonostante il tentativo dell'altra sorella, Ashton, di farlo uccidere in duello dal suo amante Forbes La Motte, nipote di Justin. A scongiurare l'omicidio sarà proprio l'intervento di Charles avvertito da Madeline.

## Opere derivate
Nel 1985 dal romanzo è stata tratta una miniserie tv intitolata Nord e Sud. Ideata da David L. Wolper, è stata interpretata da Kirstie Alley, Patrick Swayze, James Read, David Carradine, Lesley-Anne Down e altri attori.

## Edizioni in italiano
- John Jakes, Nord e Sud, traduzione di Tullio Dobner, Milano: Sperling & Kupfer, 1983